# Тедді Шевальє
Тедді Шевальє (фр. Teddy Chevalier, нар. 28 червня 1987, Денен) — французький футболіст, нападник клубу «Кортрейк».

## Ігрова кар'єра
Був вихованцем кількох невеликих французьких клубів, поки 2006 року не потрапив до структури «Валансьєна». Тут Шевальє виступав лише за дублюючу команду, що грала у другому дивізіоні аматорського чемпіонату (п'ятий рівень французького футболу), втім за першу команду так і не зіграв.
На професійному рівні дебютував у клубі «Геньон» з яким підписав свій перший професійний контракт, уклавши з клубом дворічну угоду. Дебютував за клуб 24 серпня 2007 року в матчі Ліги 2 проти «Реймса» (0:1). Загалом за дебютний сезон провів 13 матчів у всіх змаганнях, а його клуб вилетів до третього за рівнем дивізіону. Там футболіст провів пів року, а другу половину сезону грав в оренді у бельгійському «Буссу Дур» у третьому дивізіоні країни, допомігши команді підвищитись у класі.
По завершенні сезону залишився у Бельгії, 12 червня 2009 року підписавши контракт з клубом вищого дивізіону «Зюлте-Варегем». У своєму дебютному сезоні на найвищому рівні Шевальє продемонстрував високу результативність, забивши 12 голів у 34 матчах. Втім 14 травня 2010 року Шевальє зазнав опіків другого ступеня на обох ногах, коли його машина загорілася, і футболіст намагався гасити вогонь ногами. В результаті гравець повинен був пропустити підготовку та перші ігри сезону 2010/11, а в результаті зіграв менш успішний сезон, забивши лише 4 голи у 30 матчах. А останній сезон у клубі для Шевальє виявився ще менш успішним — лише 3 голи.
25 липня 2012 року нападник перейшов у нідерландський «Валвейк», втім у новій команді у Тедді виник конфлікт з головним тренером Ервіном Куманом, через який по завершенні одного сезону контракт було розірвано за обопільною згодою і Шевальє повернувся у Бельгію, підписавши трирічний контракт з «Кортрейком». У цій команді Шевальє створив забивний дует форвардів з Іваном Сантіні і після двох сезонів був проданий за 750 тис. євро у турецький «Чайкур Різеспор», де провів наступний сезон.
19 червня 2016 року Шевальє повернувся до Франції і став гравцем клубу Ліги 2 «Ланс». Втім до кінця року зіграв лише у двох матчах чемпіонату, тому вже у січні 2017 року повернувся в «Кортрейк». Станом на 14 серпня 2018 року відіграв за команду з Кортрейка 42 матчі в національному чемпіонаті.